# Batrachorhina alboplagiata
Batrachorhina alboplagiata là một loài bọ cánh cứng trong họ Cerambycidae.